# الاحتيال الدوائي
الاحتيال الدوائي هو مصطلح يصف العديد من الأنشطة غير القانونية من تصنيع وتسويق وتوزيع الأدوية.

## التاريخ
بسبب قلة التطبيق والتنفيذ، لا يمكن ضمان جودة وسلامة وفعالية الأدوية المستوردة والمصنعة محليًا في العديد من الدول النامية. وبالتالي أصبح تهريب المخدرات واستيرادها غير القانوني امرًا شائعًا. وبعد ذلك لا يتم بيع الأدوية دون المستوى المطلوب والمقلدة في هذه البلدان فحسب، بل تصدر أو يعاد تصديرها. وفقًا لمنظمة الجمارك العالمية، فإن صناعة الأدوية المزيفة تبلغ قيمتها 200 مليار دولار سنويًا والتي تقتل مئات الآلاف من الأشخاص سنويًا.
عبارة «الاحتيال الدوائي» اقترحتها إلين هوين من منظمة أطباء بلا حدود، خلال الاجتماع الحادي والستين لجمعية الصحة العالمية في جنيف. فقد اقترحت هذه العبارة ردًا على الخلافات حول استخدام مصطلح «التزييف» في مسودات قرارات جمعية الصحة العالمية، لوصف الأنشطة التي غالبًا ما تنطوي على مخاطر صحية ناتجة عن أدوية غير آمنة أو دون المستوى أو مزيفة. كان استخدام مصطلح التزييف مشكلة وغير دقيق لوصف كل هذه الأنشطة، وكان خبراء الصحة يبحثون عن مصطلح جديد لوصف هذه الأنشطة المؤذية.

## التعريف
يشير الاحتيال الدوائي إلى:
- التجارة التي تنطوي على عقاقير مقلدة: ممارسة الادعاء الكاذب بأنه منتج مصرح به لشركة أخرى بما في ذلك على سبيل المثال استخدام علامة شركة أخرى لخداع الجمهور.
- تصنيع وتسويق المنتجات التي لا تحتوي على المكونات النشطة المطلوبة أو التي لا تحتوي على الكمية المناسبة من المكونات النشطة عن قصد.
- الكذب في تسمية الأدوية الخصائص الطبية، مثل المكونات الطبية الفعالة، أو تاريخ انتهاء صلاحية المنتجات، أو طرق التخزين.
- تسويق المنتجات باستخدام معلومات كاذبة فيما يتعلق بفاعلية المنتج والتي ستؤدي إلى الاستخدام غير المنطقي للأدوية أو الفشل المتعمد في تقديم معلومات السلامة المتعلقة بالمنتج.
- الإخفاء المتعمد للبيانات، مثل الأدلة من التجارب السريرية، التي تكشف عن الآثار الضارة للدواء.

## الأمثلة
نتيجة لوباء التهاب السحايا في النيجر من فبراير إلى مايو 1995 (أبلغ عن 41000 حالة)، نظمت سلطات النيجر حملة تطعيم واسعة النطاق. في مارس 1995، تلقت النيجر تبرعًا قدره 88000 من لقاح باستور ميريو وسميث كلاين بيتشام من نيجيريا المجاورة. لاحظ فريق منظمة أطباء بلا حدود الذي يعمل مع السلطات الصحية المحلية أن اللقاحات من نيجيريا لها مظهر غير عادي وكان هناك تساؤلات حول ذلك. أكدت مختبرات باستور ميريو أن أرقام الدُفعات وتواريخ انتهاء الصلاحية لا تتوافق مع سجلات التصنيع الخاصة بها.حيث انه تم استبدال الأدوية التي توفرها هذه الشركات بأدوية مزيفة. لم تعثر الاختبارات التي أجريت على أي آثار لمنتج نشط، مما أكد أنها خاطئة. ومع ذلك، تم نسخ الزجاجات والملصقات إلى حد الإتقان. وفقًا للتقديرات، لقح حوالي 60.000 شخص بلقاحات كاذبة من إجمالي 5 ملايين طعموا خلال الحملة.